# Le Mans

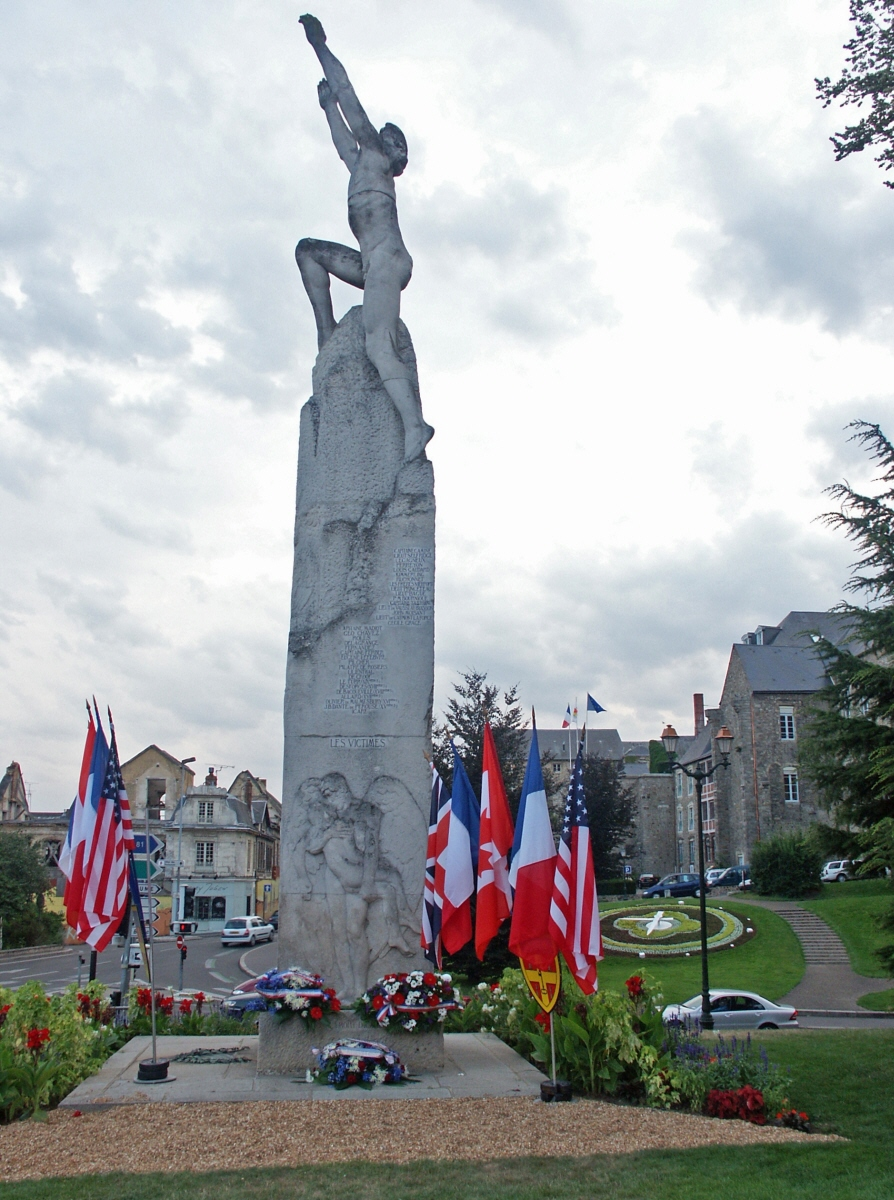
Place des Jacobins, pamięci Wilbura Wrighta

Le Mans (wymowaⓘ) – gmina we Francji, w regionie Kraj Loary, w departamencie Sarthe, nad rzeką Sarthe.
Według danych na rok 2006 gminę zamieszkiwały 148 169 osób, a gęstość zaludnienia wynosiła 2806 osób/km² (wśród 1504 gmin Kraju Loary Le Mans plasuje się na 2. miejscu pod względem liczby ludności, natomiast pod względem powierzchni na miejscu 64.).
Miasto jest znane głównie ze sportów motorowych – znajduje się tu jeden z najsłynniejszych torów wyścigowych na świecie, na którym rozgrywany jest 24 godzinny wyścig Le Mans. W czasie jednego z nich w 1955 roku zderzyły się 3 pojazdy. Jeden wpadł w publiczność. Zginęły 83 osoby. (Zobacz:24h Le Mans 1955)

## Dzieje
Wzmiankowane po raz pierwszy przez Ptolemeusza (Geografia 2.8.8) jako rzymskie miasto Vindinium, było stolicą galijskiego szczepu Aulerków należącego do grupy plemiennej Eduów. Le Mans było również znane jako Civitas Cenomanorum (Miasto Cenomanów). Leżało w starorzymskiej prowincji Gallia Lugdunensis.
Grzegorz z Tours wspomina frankijskiego wodza Rigomera, zabitego przez Chlodwiga podczas jego kampanii jednoczenia frankijskich terytoriów.
Jako główne miasto prowincji Maine, Le Mans było w XI wieku obiektem rywalizacji pomiędzy hrabiami Andegawenii i książętami Normandii. Gdy Normanowie sprawowali kontrolę nad Maine, Wilhelm Zdobywca mógł pokusić się o podbój Anglii; jednakże w roku 1069 mieszkańcy zbuntowali się i siłą usunęli Normanów, co doprowadziło do objęcia władzy przez Hugona V.
W 1230 roku królowa Anglii Berengaria Nawarrska, wdowa po królu Ryszardzie Lwie Serce wybudowała opactwo i tam została pochowana.
W Le Mans zmarł powstaniec listopadowy, Józef Czerski.
Podczas II wojny światowej Le Mans zostało wyzwolone przez amerykańską 5 Dywizję pancerną w dniu 8 sierpnia 1944.

## Warto zobaczyć
Le Mans posiada dobrze zachowane stare miasto (Cité Plantagenêt lub Vieux Mans) oraz katedrę pod wezwaniem św. Juliana, pierwszego tutejszego biskupa. Na starym mieście można podziwiać również fragmenty murów obronnych z czasów rzymskich oraz rzymskie łaźnie.

## Transport
W mieście znajduje się stacja kolejowa Gare du Mans.

## Miasta partnerskie
- Bolton, Wielka Brytania
- Al-Hauza, Sahara Zachodnia
- Paderborn, Niemcy
- Rostów nad Donem, Rosja
- Suzuka, Japonia
- Wolos, Grecja
- Xianyang, Chiny
- Aleksandria, Egipt